# Constanța Hodoș
Constanța Hodoș (Gurahonț, 12 de outubro de 1860 — Romênia, 20 de abril de 1934) foi uma romancista, dramaturga e jornalista romena.